# 나쁜 형사
《나쁜 형사》는 2018년 12월 3일부터 2019년 1월 29일까지 MBC에서 방송된 문화방송 월화드라마이다.

## 줄거리
연쇄 살인마보다 더 나쁜 형사와 매혹적인 천재 여성 사이코패스의 위험한 공조 수사를 그린 범죄 드라마.

## 등장 인물

### 주요 인물
- 신하균 : 우태석 역 - 39세. S&S 팀장
- 이설 : 은선재 역 - 31세. 명강일보 사회부 기자, 사이코패스 성향을 가진 천재 기자, 입양 전 이름은 이선재
- 박호산 : 전춘만 역 - 45세. 청인지방경찰청 광역수사대장
- 김건우 : 장형민 역 - 33세. 청인지검 검사, 연쇄살인마, 개명 전 이름 장선호

### Serious & Serial팀
- 차선우 : 채동윤 역 - 28세. S&S 팀원 (경위), 경대 수석 졸업
- 배다빈 : 신가영 역 - 27세. S&S 팀원 (순경)
- 배유람 : 반지득 역 - 30대. S&S 자문위원, IT전문가, 전 보석흥신소 사장
- 양기원 : 이문기 역 - 30대. S&S 팀원, 일명 부산토르

### 청인 지방청
- 윤희석 : 조두진 역 - 39세. 청인청 홍보계장, 태석의 고등학교 동창이자 절친
- 류태호 : 최정우 역 - 50대. 청인청 형사과장
- 김나윤 : 성미라 역 - 40대. 청인청 과학수사팀 팀장

### 태석의 가족
- 홍은희 : 김해준 역 - 35세. 법무법인 천진 변호사, 태석의 아내 (특별출연)
- 배윤경 : 우태희 역 - 태석의 동생. 2005년 청인고등학교 권수아 실종 사건 목격자

### 주변 인물
- 조이현 : 배여울 역 - 18세. 청인고등학교 2학년. 2005년 청인고등학교 권수아 실종사건 목격자

### 그 외 인물
- 최높은샘
- 신우철
- 김이경 : 권수아 역
- 김원중
- 최문경
- 정성윤 : 김정규 역
- 김미혜
- 김하늘
- 강석원
- 조승연
- 연호진
- 김호정
- 안수빈
- 한재혁
- 이서율
- 신원우
- 김영선
- 허선행
- 권구남
- 이아라 : 황은주 역 - 강간범에게 납치된 아이
- 엄태윤 : 서지훈 역 - 납치 사건 목격자
- 이시우 : 어린 유진 역
- 김동원 : 송유진 역 - 송만수의 아들
- 이용주 : 고주성 역 - 전직 경찰 출신. 장형민의 카피캣
- 심은우 : 전주연 역 - 고주성 동영상 촬영·유포자
- 이종구 : 형사 역
- 김보경 : 형사 역
- 우현욱 : 경찰 역
- 황다경 : 인질녀 역
- 한예원 : 슬기 역
- 임시우 : 순경 역
- 민상우 : 의사 역
- 안혜원
- 장욱현 : 경찰 역
- 설지윤 : 김난희 역 - 배여울의 엄마
- 민준현 : 감찰계장 역
- 이응민 : 과학수사대 역
- 윤정희 : 시장 아줌마 역
- 김은선 : 은행원 역
- 이주영 : 은행원 역
- 홍서준 : 유정수 역 - 이성학 모방범
- 이경민 : 재훈 역
- 구승현 : 민우 역
- 조용진 : 지호 역
- 김단율 : 대웅 역
- 유용
- 임투철

### 특별 출연
- 권태원 : 정인환 역- 청인지방경찰청장
- 안내상 : 채한석 역- 경찰청장 역
- 전진기 : 송만수 역 - 유진의 아버지
- 최종원 : 이성학 역 - 1998년 은행원 연쇄 피살 사건의 범인
- 이재윤 : 처단자 역 - 오래전 성범죄에 의해 자신의 아내가 살해 당해 복수 귀로 변한 인물로 본명은 강우준
- 황석정 : 황부경 역
- 김기천 : 서주임 역
- 송민형 : 이수한 역 - 한결병원 원장
- 김종구 : 국회의원 역
- 김단율 : 이대웅 역

## 촬영지
- 인천항
- 두물다리
- 서울로 7017

## 시청률
최저 시청률과 최고 시청률은 시청률 조사회사와 지역별로 시청률에 차이가 있을 수 있습니다.
| 2018년 | 2018년    | 2018년         | 2018년         | 2018년       |
| 회차   | 방송일    | TNmS 시청률    | AGB 시청률     | AGB 시청률   |
| 회차   | 방송일    | 대한민국(전국) | 대한민국(전국) | 서울(수도권) |
| ------ | --------- | -------------- | -------------- | ------------ |
| 제1회  | 12월 3일  | 6.5%           | 7.1%           | 8.1%         |
| 제2회  | 12월 3일  | 8.5%           | 8.3%           | 9.2%         |
| 제3회  | 12월 4일  | 8.2%           | 8.6%           | 9.8%         |
| 제4회  | 12월 4일  | 9.7%           | 10.6%          | 11.5%        |
| 제5회  | 12월 10일 | 6.9%           | 7.4%           | 8.1%         |
| 제6회  | 12월 10일 | 9.1%           | 9.1%           | 10.0%        |
| 제7회  | 12월 11일 | 6.2%           | 7.3%           | 8.0%         |
| 제8회  | 12월 11일 | 7.3%           | 8.7%           | 9.5%         |
| 제9회  | 12월 17일 | 6.2%           | 7.1%           | 7.8%         |
| 제10회 | 12월 17일 | 7.2%           | 8.5%           | 9.4%         |
| 제11회 | 12월 18일 | 6.6%           | 7.6%           | 8.5%         |
| 제12회 | 12월 18일 | 8.3%           | 8.7%           | 9.6%         |
| 제13회 | 12월 24일 | 6.1%           | 6.6%           | 6.8%         |
| 제14회 | 12월 24일 | 7.7%           | 8.5%           | 8.9%         |
| 제15회 | 12월 25일 | 6.5%           | 7.0%           | 7.5%         |
| 제16회 | 12월 25일 | 7.7%           | 8.7%           | 9.4%         |
| 2019년 |           |                |                |              |
| 제17회 | 1월 7일   | 4.8%           | 5.4%           | 6.4%         |
| 제18회 | 1월 7일   | 5.2%           | 5.7%           | 6.4%         |
| 제19회 | 1월 8일   | 5.4%           | 5.7%           | %            |
| 제20회 | 1월 8일   | 5.7%           | 5.9%           | 6.5%         |
| 제21회 | 1월 14일  | 4.7%           | 5.6%           | 6.1%         |
| 제22회 | 1월 14일  | 5.7%           | 6.8%           | 7.8%         |
| 제23회 | 1월 15일  | %              | 5.6%           | 6.2%         |
| 제24회 | 1월 15일  | %              | 6.3%           | 6.9%         |
| 제25회 | 1월 21일  | 4.4%           | 5.4%           | 6.2%         |
| 제26회 | 1월 21일  | 5.5%           | 6.5%           | 7.1%         |
| 제27회 | 1월 22일  | %              | 3.9%           | %            |
| 제28회 | 1월 22일  | %              | 5.0%           | 5.3%         |
| 제29회 | 1월 28일  | 4.8%           | 5.7%           | 6.2%         |
| 제30회 | 1월 28일  | 5.8%           | 6.9%           | 7.3%         |
| 제31회 | 1월 29일  | %              | 5.7%           | 6.0%         |
| 제32회 | 1월 29일  | %              | 7.2%           | 7.7%         |

## 결방 사유 및 편성 변경
- 2018년 12월 31일 : 2018 MBC 가요대제전 편성 관계로 결방됨.
- 2019년 1월 1일 : MBC 신년특선영화 '박열' 편성 관계로 결방됨.

## 참고 사항
- 본 드라마는, BBC One에서 방영 중인 범죄수사드라마인 '루터 (Luther)'를 극화한 드라마이므로, 동시간대인 KBS 2TV의 월화드라마인 '동네변호사 조들호 2: 죄와 벌'이 2018 KBS 연기대상 수상식 준비 관계로, 이듬해인 2019년 1월 7일로 편성이 확정됨에 따라, 편성 공백을 메우기 위해, 단막극인 '땐뽀걸즈'를 우선 편성하여, 본 작품의 시청률이 한자릿수로 오락가락했다.
- KBS 드라마본부의 문준하 기획 팀장의 인터뷰에서, "극 중에서, 살인을 암시하는 포악한 장면 등 폭력성 시비 문제가 간접적으로 거론되어, 지상파 방송의 특성상, 논란의 소지가 많다는 특징 때문에, MBC 문화방송의 일일 시청자 의견 보고서에 기록되었다"라고 덧붙였다.[4]
- 잔인성 등 모방 범죄를 조장하는 사회적 질서 유지에 위험적인 소재를 다룬 드라마의 특성상, 해당 주무부처인 여성가족부 측에서 청소년 보호법상 청소년 유해 매체물로 고시한 바 있다(3~6회 방송분 제외).[5][6][7][8]

## 수상 경력
- 2018년 MBC 연기대상 월화미니시리즈부문 남자 최우수연기상 신하균
- 2018년 MBC 연기대상 여자 신인상 이설

## 동시간대 드라마
- KBS 월화 미니시리즈

《땐뽀걸즈》 (2018년 12월 3일 ~ 2018년 12월 25일)
《동네변호사 조들호 2》 (2019년 1월 7일 ~ )
- SBS 월화 미니시리즈

《사의 찬미》 (2018년 11월 27일 ~ 2018년 12월 4일)
《복수가 돌아왔다》 (2018년 12월 10일 ~ 2019년 2월 4일)

## 같이 보기
- 대한민국의 텔레비전 드라마 목록 (ㄴ)
- 2018년 대한민국의 텔레비전 드라마 목록